# 鹿児島市立宮小学校
鹿児島市立宮小学校（かごしましりつ みやしょうがっこう 英語: Miya Elementary School）は、鹿児島県鹿児島市宮之浦町にある公立小学校。

## 沿革
- 1879年（明治12年） - 創立
- 1886年（明治19年） - 宮簡易小学校と改称
- 1891年（明治24年） - 宮尋常小学校と改称
- 1903年（明治36年） - 実業補習学校併設
- 1941年（昭和16年） - 国民学校令により宮国民学校と改称
- 1947年（昭和22年） - 吉田村立宮小学校と改称
- 1972年（昭和47年） - 吉田町立宮小学校と改称
- 2004年（平成16年） - 鹿児島市立宮小学校と改称

## 校区
- 宮之浦町の一部